# Západní hory

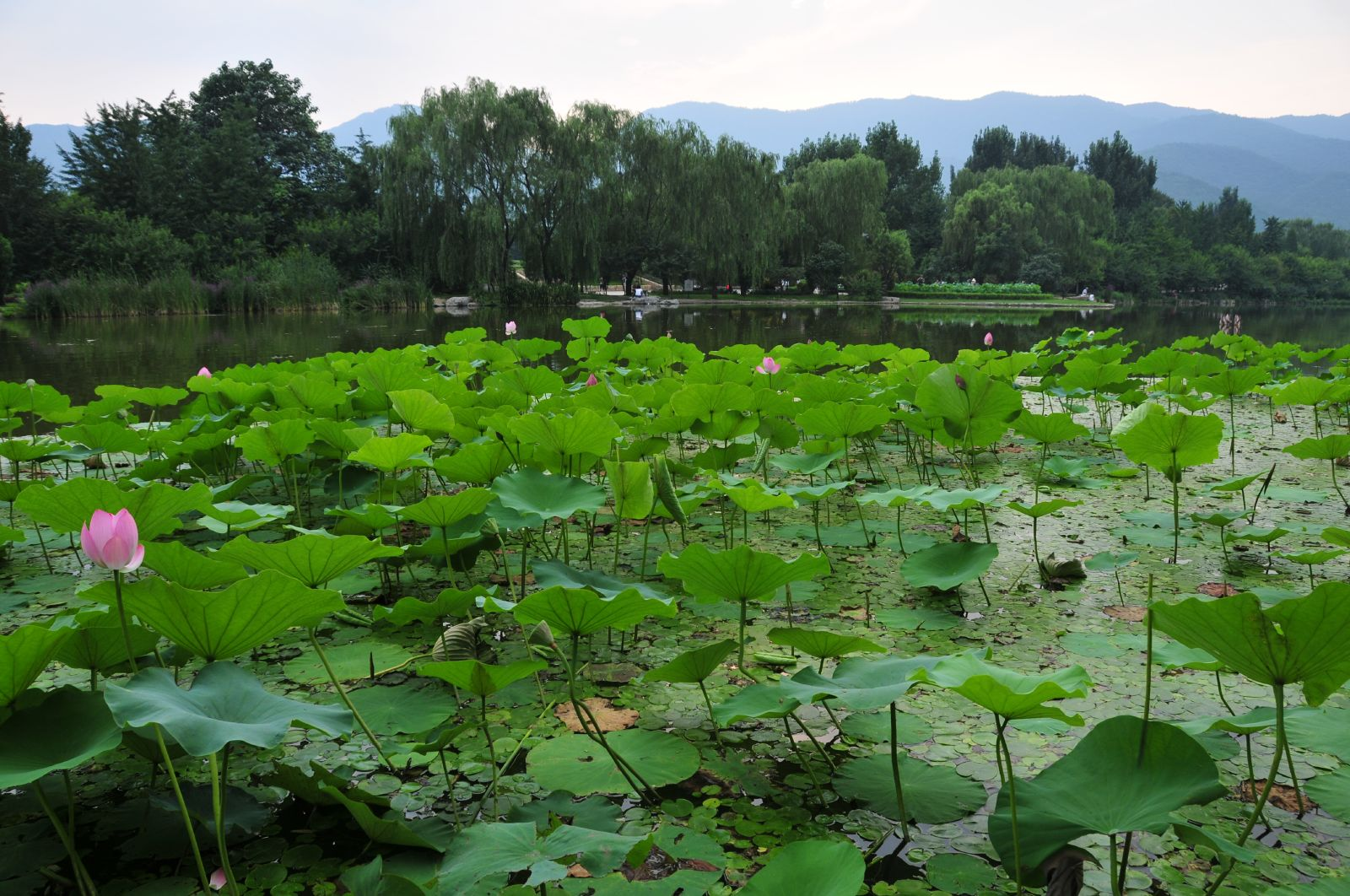
Pohled na Západní hory z Pekingské botanické zahrady

Západní hory (čínsky v českém přepisu Si-šan, pchin-jinem Xīshān, znaky zjednodušené 西山) jsou hory a kopce v západní části Pekingu, hlavního města Čínské lidové republiky. Jedná se o výběžek pohoří Tchaj-chang z provincie Che-pej na území Pekingu. Zabírají zhruba 17 % rozlohy Pekingu, skoro celé obvody Men-tchou-kou a Fang-šan a části obvodů Čchang-pching, Chaj-tien a Š'-ťing-šan.